# دانيال سوزا
دانيال سوزا (بالبرتغالية: Daniel Sousa‏) هو رسام رسوم متحركة ومخرج برتغالي، ولد في 1974 في الرأس الأخضر.

## وصلات خارجية
- الموقع الرسمي
- دانيال سوزا على موقع IMDb (الإنجليزية)
- دانيال سوزا على موقع ألو سيني (الفرنسية)
- دانيال سوزا على موقع أول موفي (الإنجليزية)
- دانيال سوزا على موقع قاعدة بيانات الفيلم (الإنجليزية)
- دانيال سوزا على موقع كينوبويسك (الروسية)